# Dyckia rariflora
Dyckia rariflora är en gräsväxtart som beskrevs av Schult. och Julius Hermann Schultes. Dyckia rariflora ingår i släktet Dyckia och familjen Bromeliaceae. Inga underarter finns listade i Catalogue of Life.

## Bildgalleri

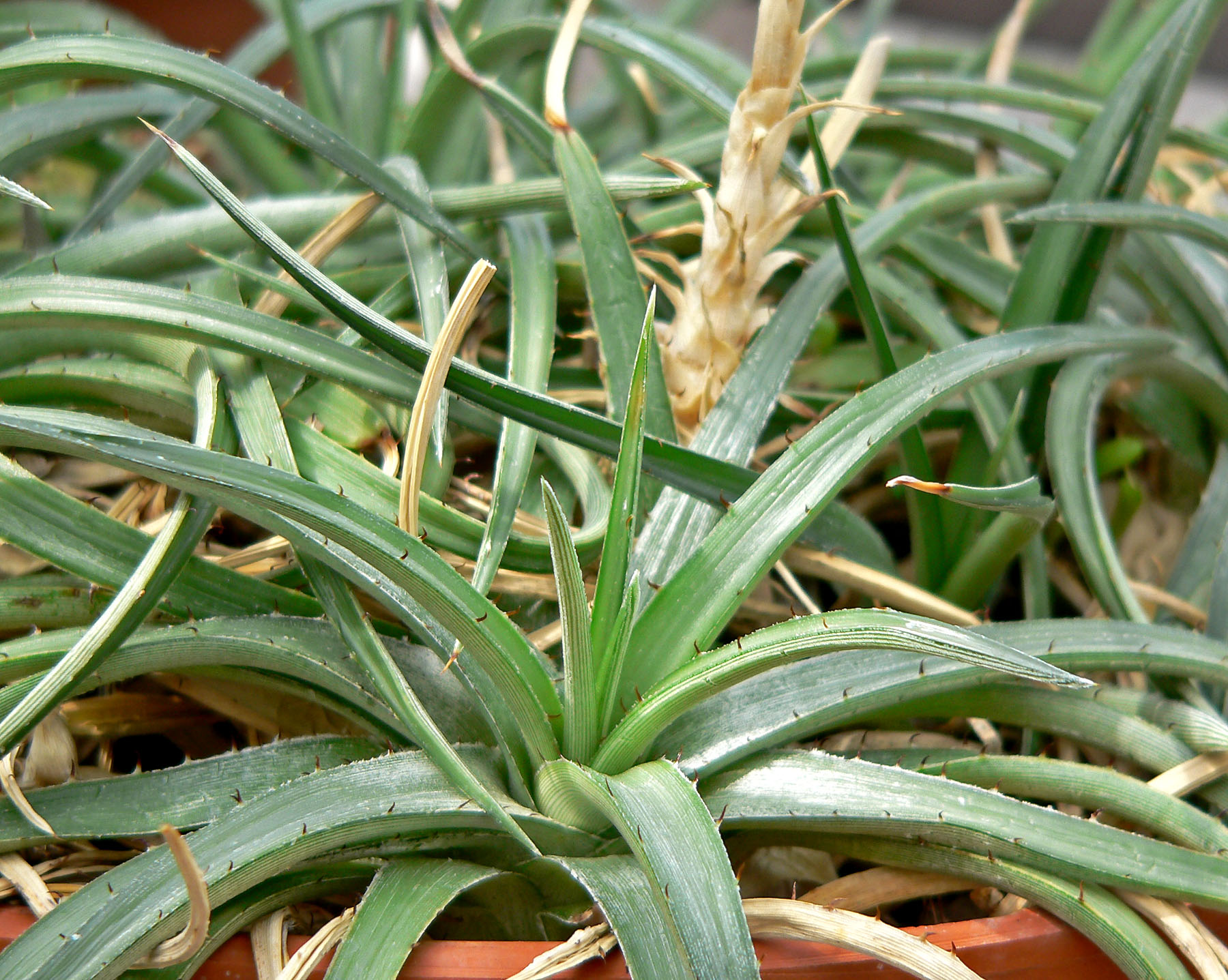